# 프티 부르주아지
프티 부르주아지(프랑스어: petite bourgeoisie) 또는 스몰 부르주아지(영어: small bourgeoisie, petty bourgeoisie) 혹은 소시민(小市民)은 원래 18세기와 19세기 초기의 한 사회 계급을 가리키던 프랑스어 낱말로, 현재는 부르주아지와 프롤레타리아트의 중간 계급의 의미로 사용된다. 이들은 부르주아지는 아니지만 부르주아지적인 사고를 갖고 있다.

## 개요
중소자본가를 말한다. 중소자본가가 자본가계급 일반으로부터 특히 문제시되는 것은 단지 자본규모에 있어서 대자본가와의 양적 차이에 의한 것만이 아니라 대자본가와의 사이에 일정한 이해의 불일치·대립이 있고 또한 대자본가에 의해서 지배되며 이익을 침해당하고 있다는 인식에 의한 것이다. 자본주의가 독립단계에 들어서자 독점적 대기업은 자기와 경합하는 중소기업을 구축, 배제, 흡수하였다. 중소자본은 이윤율이 낮은 불안정한 부문으로서 상호간에 경합하여서 살아남든가 독점적인 대기업의 보조부문에 흡수되는 존재로 되었다. 후자의 경우, 구매독점이나 하청제를 통하여 중소자본 이윤의 일부는 독점적 대기업에 흘러 들어간다. 또, 중소자본가는 원재료의 독점가격, 금리나 세금의 불평등한 부담을 통하여 독점자본으로부터 이익의 침해를 받고 있다. 독점자본과의 이와 같은 대립으로 중소자본가는 반독점운동의 일익이 될 수 있다. 그러나 한편으로는 중소자본가는 자본가계급의 일부로서 노동자계급과 이해가 상충한다. 중소자본가는 한편에서는 독점적 대자본가와, 다른 한편에서는 노동자계급과 이해가 상충한다.

## 같이 보기
- 막시즘(맑스주의)